# Vladimír Tesařík
Vladimír Tesařík (20. září 1947 Svitavy – 9. června 2003 Praha) byl český hudebník, který vystupoval se skupinou Yo Yo Band, kterou v roce 1975 spolu s bratrem Richardem, Ondřejem Hejmou a Juliem Novotným Kuzmou založil. Vedle hudby se věnoval též léčitelství a v mládí i sportoval (atletika). Jako sportovec se ve skoku do výšky kvalifikoval i na letní olympiádu do Mexika, kam však nakonec neodjel. Jeho otcem byl generálmajor Richard Tesařík, který coby tankista bojoval ve druhé světové válce. V červnu 2003 spadl v pražské Stromovce z kola, způsobil si vážná zranění a upadl do kómatu. Zemřel 9 dní poté na otok mozku a celkové selhání organismu.